# Веймарская коалиция

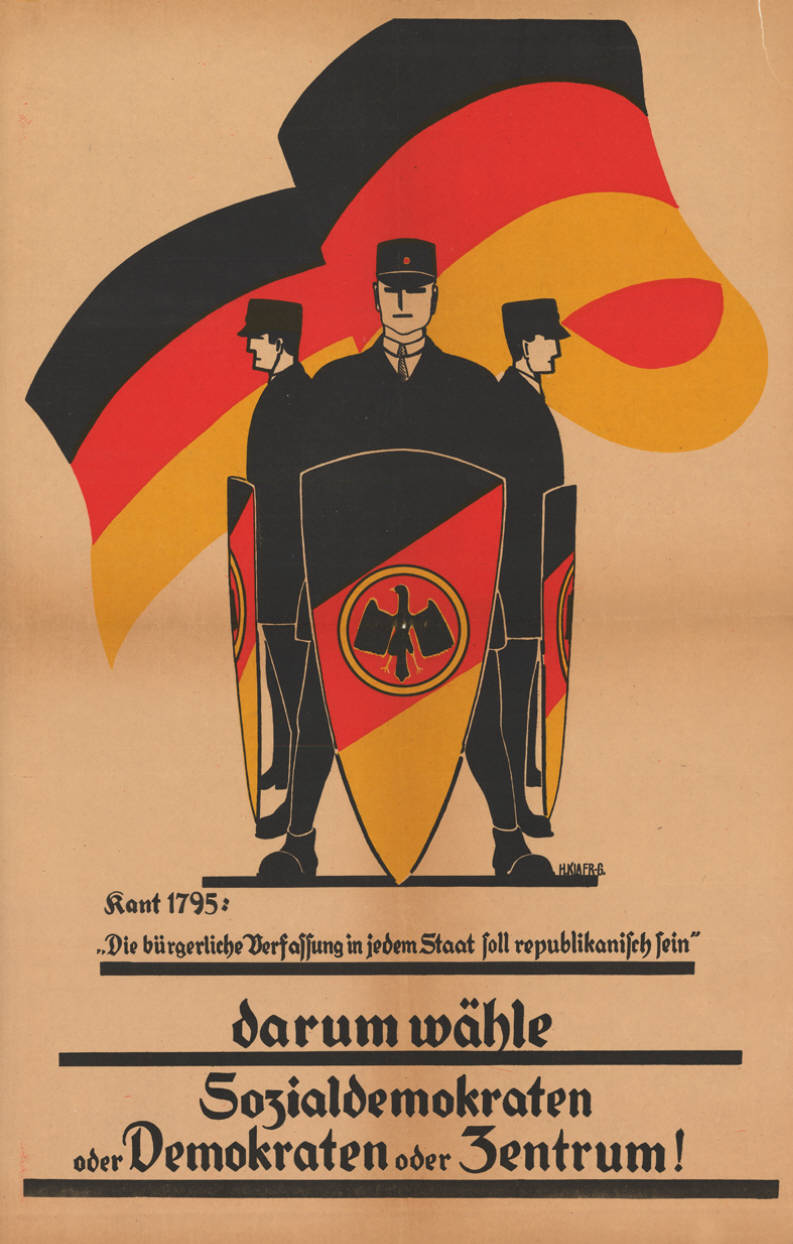
Плакат 1924 года

Веймарская коалиция (нем. Weimarer Koalition) — коалиция между СДПГ (социал-демократия), Центра (христианский центризм и политический католицизм) и НДП (социал-либерализм), существовавшая во времена Веймарской Республики.
Коалиция имела свою боевую организацию — Рейхсбаннер.

## История
Изначально, партии коалиции сотрудничали ещё до создания Республики, пытаясь сместить с поста канцлера Теобальда фон Бетманна-Гольвега, выдвигая ему вотумы недоверия в 1912 году, а позже с резолюцией Рейхстага о мире. В 1917 году, СДПГ, Центр и НДП сформировали межгрупповой комитет для координации своих действий и сотрудничества во имя парламентаризации и демократизации Германской Империи, а также заключения мира без контрибуций и аннексий.
После ноябрьской революции, на выборах 1919 года получили парламентское большинство и, сформировав коалицию, объявили о создании Веймарской Республики. Несмотря на тот факт, что сами солдаты и матросы и подняли восстание, именно веймарская коалиция в легенде об ударе ножом в спину будет обвиняться во всех бедах страны из-за подписания Версальского мирного договора.
После Капповского путча, несмотря на провал правых сил, потеряли парламентское большинство — выборы 1920 года были разгромными для коалиции, и коалиция фактически прекратила существовать уже 1922 году.

## Список коалиционных правительств
- 13 февраля 1919 — 20 июня 1919: канцлер: Филипп Шейдеманн (СДПГ).
- 21 июня 1919 — 26 марта 1920: канцлер: Густав Бауэр (СДПГ).
- 27 марта 1920 — 6 июня 1920: канцлер: Герман Мюллер (СДПГ).
- 10 мая 1921 — 22 октября 1921: канцлер: Йозеф Вирт (Центр).
- 29 октября 1921 — 14 ноября 1922: канцлер: Йозеф Вирт (Центр).